# Смолл, Бертрис
Бертрис Смолл (англ. Bertrice Small; 9 декабря 1937, Нью-Йорк — 24 февраля 2015) — американская писательница. Автор 61 исторических и эротических любовных романов и повестей, член Гильдии писателей Америки, Американской ассоциации писателей в жанре любовного романа (англ. Romance Writers of America), PAN и PASIC.

## Биография
Родилась в семье радиоведущих Дэвида Р. и Дорис С. Уильямсов.

### Образование
1955—1958 годы — обучение в Западном женском колледже.
1958—1959 годы — школа секретарей Катарины Гиббс.

### Карьера
1959—1960 годы — секретарь в компании «Young & Rubicam Advertising», г. Нью-Йорк.
1960—1961 годы — помощник менеджера по продажам в компании «Weed Radio and TV Representatives», г. Нью-Йорк.
1961—1963 годы — помощник менеджера по продажам в компании «Edward J. Petrie & Co.», г. Нью-Йорк.
1976—1981 годы — владелец сувенирного магазина «The Fat Cat» г. Саутолд, штат Нью-Йорк.
С 1969 — профессиональный писатель.

### Личная жизнь
5 октября 1963 года Бертрис вышла замуж за Джорджа С. Смолла. У них есть сын Том (англ. Thomas David). Бертрис принадлежит к англиканской церкви.

### Серия «Гарем» («Кира Хафиз» / «Сайра Хафизе», «Сага о семье Лесли»)
1. Гарем (англ. The Kadin, Harem), 1978
2. Любовь дикая и прекрасная (англ. Love Wild and Fair), 1978

### Серия «Блейз Уиндхем» («Сага о семье Уиндхем»)
1. Блейз Уиндхем (англ. Blaze Wyndham), 1988
2. Вспомни меня, любовь (англ. Love, remember me), 1994

### Серия «Сага о семье О’Малли»
1. Скай О’Малли (англ. Skye O’Malley), 1980
2. Все радости — завтра (англ. All the Sweet Tomorrows), 1984
3. Любовь на все времена (англ. A Love for All Time), 1986
4. Моё сердце (англ. This Heart of Mine), 1988
5. Обрести любимого (англ. Lost Love Found), 1989
6. Дикарка Жасмин (англ. Wild Jasmine), 1992

### Серия «Наследие Скай О’Малли»
1. Дорогая Жасмин (англ. Darling Jasmine), 1997
2. Невольница любви (англ. Bedazzled), 1999
3. Нежная осада (англ. Besieged), 2001
4. Околдованная (англ. Intrigued), 2001
5. Радуга завтрашнего дня (англ. Just beyond tomorrow), 2002
6. Плутовки (англ. Vixens), 2003

### Серия «Хроники границы»
1. Любовь и опасность (англ. A Dangerous Love), 2006
2. По велению короля (англ. The Border Lord's Bride), 2007
3. Пленённое сердце (англ. The Captive Heart), 2008
4. Законы любви (англ. The Border Lord and Lady), 2009
5. Прекрасная воительница (англ. The Border Vixen), 2010
6. Залог страсти (англ. Bond of Passion), 2011

### Серия «Наследницы Фрайарсгейта»
1. Розамунда, любовница короля (англ. Rosamund), 2002
2. Новая любовь Розамунды (англ. Until you), 2003
3. Филиппа (англ. Philippa), 2004
4. Своенравная наследница (англ. The Last Heiress), 2005

### Серия «Наслаждения»
1. Тайные наслаждения (англ. Private Pleasures), 2004
2. Запретные наслаждения (англ. Forbidden Pleasures), 2006
3. Внезапные наслаждения (англ. Sudden Pleasures), 2007
4. Опасные наслаждения (англ. Dangerous Pleasures), 2008
5. Страстные наслаждения (англ. Passionate Pleasures), 2010 (в России не издавался)
6. Преступные наслаждения (англ. Guilty Pleasures), 2011 (в России не издавался)

### Серия «Мир Хетара»
1. Лара (англ. Lara), 2005
2. Далёкое завтра (англ. A Distant Tomorrow), 2006
3. Повелитель сумерек (англ. The Twilight Lord), 2007
4. Колдунья из Бельмаира (англ. The Sorceress of Belmair), 2008
5. Королева теней (англ. The Shadow Queen), 2009
6. Венец судьбы (англ. Crown of Destiny), 2010

### Серия «Дочери торговца шелком»
1. Бьянка (Бьянка, благочестивая невеста, англ. Bianca), 2012
2. Франческа (Франческа, строптивая невеста, англ. Francesca), 2013
3. Лусиана (Лучиана, кроткая невеста, англ. Lucianna), 2013
4. Сирена (англ. Serena), 2014 (на русском не издавался)

### Романы вне серий
- Разбитые сердца (англ. The Lute Player), 1951
- Адора (англ. Adora), 1980
- Царица Пальмиры (англ. Beloved), 1983

### Повести в сборниках
- Экстаз (англ. Ecstasy) в сборнике «Пленённые страстью», 1999
- Укрощение леди Люсинды (англ. Mastering Lady Lucinda) в сборнике «Ослеплённые страстью», 2000
- Пробуждение (англ. The Awakening) в сборнике «Восторг любви», 2002
- Зулейка и варвар (англ. Zuleika and the Barbarian) в сборнике «Я люблю негодяев», 2003 (в России не издавался)

## Интересные факты
- В России под авторством Бертрис Смолл были изданы три книги:

1. Разбитые сердца (англ.The Lute Player), 1951 — На самом деле книгу написала Нора Лофтс
2. Возлюбленная (Обнять пламя) (англ. Embrace the Flame), 1991 — Книгу написала Диана Хэвиленд[8]
3. В объятиях ветра (англ. Embrace the Wind), 1993 — В действительности  книгу написала Линда Сандифер[9]